# شکست‌ناپذیر (رمان ویلیام فاکنر)
شکست‌ناپذیر (به انگلیسی: The Unvanquished) نام یک رمان است که توسط ویلیام فاکنر، نویسندهٔ اهل ایالات متحدهٔ آمریکا، نوشته شده‌است. این کتاب یکی از آثار مشهور ادبی جهان است.